# Coronelía
La coronelía (de l'espagnol coronel, en français colonel) est une unité de l'armée espagnole créée par Gonzalve de Cordoue, le Gran Capitán, en utilisant son expérience militaire acquise sur les champs de bataille des guerres d'Italie et en particulier l'organisation des troupes de mercenaires suisses.
La coronelía est composée de 6 000 hommes, sous les ordres d'un colonel, dont 3 000 piquiers, 2 000 fantassins armés d'une épée et d'une targe, et 1 000 arquebusiers. Elle peut être décomposée  en 12 compagnies de 500 hommes, chacune commandée par un capitaine.
Deux coronelías auxquelles s'ajoutent deux escadrons de cavaliers lourds et deux escadrons de cavaliers légers forment une armée, à la tête de laquelle on trouve un Capitaine Général.
La coronelía préfigure les fameux tercios du siècle d'or espagnol.